# Pneumatoraptor
Pneumatoraptor fodori
Genre
Espèce
Pneumatoraptor est un genre éteint de dinosaures théropodes du Crétacé supérieur découvert en Hongrie.
Une seule espèce est rattachée au genre : Pneumatoraptor fodori, décrite par A. Ősi, S. M. Apesteguía et M. Kowalewski en 2010. Elle a été nommée en l'honneur de Géza Fodor, qui a financé les recherches.
L'holotype, MTM V.2008.38.1, est composé de fragments d'épaule gauche retrouvés dans la formation géologique de Csehbánya (en) dans un niveau daté du Santonien, âgé d'environ 85 Ma (millions d'années), dans les montagnes de Bakony.